# Schwimmen mochte ich noch nie
Schwimmen mochte ich noch nie ist das Regie-Debüt des Schauspielers Kim Rossi Stuart aus dem Jahr 2006, das in Cannes bei der Quinzaine des Réalisateurs aufgeführt wurde.

## Handlung
Der elfjährige Tommi lebt mit seiner etwas älteren Schwester Viola und seinem Vater Renato in Rom. Die labile, sich treiben lassende Mutter Stefania hat die Familie vor längerer Zeit verlassen. Tommi ist ein begabter Schwimmer, obwohl ihm der Sport gar keinen Spaß macht und er viel lieber Fußballspielen würde. Doch seinem Vater zuliebe, der in ihm einen zukünftigen Champion sieht, nimmt er die langen Wege zum Schwimmbad in Kauf.
Renato verdient mit seiner Arbeit als freier Kameramann nicht viel Geld, da er sich auch schon mal mit seinen Auftraggebern anlegt. Viola ist mitten in der Pubertät und lässt ihre Launen am Bruder aus. Tommi schleicht sich dann auf das Hausdach, das ihm ein Zufluchtsort ist.
Eines Tages steht Stefania vor der Tür und möchte wieder in die Familie aufgenommen werden. Viola ist sofort dafür, Renato strikt dagegen und Tommi zweifelt. Er ahnt, dass die Mutter nicht lange bleiben wird. Für einige Zeit führt die wiedervereinigte Familie ein ausgeglichenes Leben und Stefania gelingt es, zu dem introvertierten Tommi einen engeren Kontakt aufzubauen.
Tommi freundet sich mit einem neu zugezogenen Nachbarsjungen an, verliebt sich schüchtern und unglücklich in eine Mitschülerin. Er findet ganz langsam zu einem stärkeren Selbstvertrauen und beginnt allmählich sein Leben in die Hand zu nehmen.
Doch plötzlich ist die Mutter wieder verschwunden. Sie ist mit einem neuen Mann davon und lässt die Familie in verzweifelter Starre zurück.
Eines Tages bei einem Schwimm-Wettkampf hört Tommi einfach auf zu schwimmen, obwohl er weit in Führung liegt. Er gesteht seinem Vater, dass er das Schwimmen noch nie gemocht habe. Renato ist bitter enttäuscht von seinem Sohn und lässt ihn das sehr stark spüren.
Tommi verbringt jetzt viel Zeit mit der Familie seines neuen Freundes und plant mit ihnen in den Skiurlaub zu fahren. Doch instinktiv merkt er, dass er sich nicht aus seinen Schwierigkeiten mit seiner Familie wegstehlen kann, und kehrt zu seinem Vater zurück. Renato hat inzwischen schon einen Fußballverein für Tommi gefunden.
Vom Hausmeister seiner Schule bekommt Tommi ein Päckchen von seiner Mutter. Im Bus öffnet er es. Ein Foto von ihm zusammen mit der Mutter und ein tränenverschmierter Zettel sind darin. Stefania beteuert, dass sie ihn immer liebe und ihm eines Tages alles erklären werde.

## Kritik
„Rossis auf Filmfesten gefeierter und vielfach ausgezeichneter Erstling ist ein vielschichtiges Werk über so universelle Themen wie Liebe, Freundschaft und Pubertät, das vor allem vom Spiel des jungen Alessandro Morace in der Rolle des Tommi getragen wird.“

„Entstanden ist das wortreiche, manchmal zu hektisch in Szene gesetzte Drama einer zerrissenen Familie. Kim Stuart Rossi hätte sich vielleicht mehr auf die stillen Momente konzentrieren sollen, denn sein junger Hauptdarsteller Alessandro Morace verfügt über eine erstaunliche Präsenz.“

„Ein schlichter, manchmal poetischer und fast schon spektakulär unspektakulärer Film ist Kim Rossi Stuarts Regiedebüt. Ein bisweilen betrübliches, mitunter ergreifendes, aber fast immer hoffnungsvolles Drama über vorsichtiges sexuelles Erwachen und das sehr abrupte Ende einer italienischen Kindheit. Mit unverstelltem Blick wird hier eine Geschichte ohne Anfang und ohne Ende erzählt.“

## Auszeichnungen (Auswahl)
- 2006 Premio Gianni Di Venanzo Beste Kamera Stefano Falivene[5]
- 2006 C.I.C.A.E. Award bei den Internationalen Filmfestspielen von Cannes
- 2007 David di Donatello Bestes Regie-Debüt
- 2007 Nastro d’Argento Bestes Regie-Debüt